# يوريي نيكيفوروف
يوريي نيكيفوروف ولد 16 سبتمبر 1970 في أوديسا، الاتحاد السوفيتي، هو لاعب كرة قدم روسي سابق كان يلعب كمدافع. سبق له أن لعب في كأس العالم لكرة القدم مع منتخب بلاده. لعب خلال مسيرته 387 مباراة سجل خلالها 31 هدفاً.

## مرحلة الشباب

### أندية لعب لها
- نادي تشورنومورتس أوديسا لكرة القدم

## المسيرة الاحترافية

### أندية لعب لها
- نادي تشورنومورتس أوديسا لكرة القدم
- نادي دينامو كييف
- سبارتاك موسكو
- ريال سبورتينغ خيخون
- نادي آيندهوفن
- آر كي سي فالفيك
- أوراوا رد دايموندز

## روابط خارجية
- يوريي نيكيفوروف على موقع الاتحاد الدولي (مؤرشف)  (الإنجليزية)
- يوريي نيكيفوروف على موقع اتحاد أوكرانيا (الإنجليزية)
- يوريي نيكيفوروف على موقع رابطة كرة القدم اليابانية للمحترفين (اليابانية)
- يوريي نيكيفوروف على موقع قاعدة بيانات كرة القدم.إي يو (الإنجليزية)
- يوريي نيكيفوروف على موقع ناشيونال فوتبول تيمز (الإنجليزية)
- يوريي نيكيفوروف على موقع Soccerway.com (الإنجليزية)
- يوريي نيكيفوروف على موقع عالم كرة القدم.نت (الإنجليزية)